# Dobroutov
Dobroutov település Csehországban, a Jihlavai járásban. Dobroutov Jamné, Zhoř, Polná, Záborná, Věžnička és Stáj településekkel határos. Lakosainak száma 309 fő (2024. január 1.).

## Népesség
A település lakosságának változását az alábbi diagram mutatja:
| Lakosok száma | 506  | 500  | 467  | 353  | 246  | 234  | 292  | 296  | 300  | 309  |
|               | 1869 | 1890 | 1921 | 1950 | 1980 | 2001 | 2017 | 2019 | 2022 | 2024 |